# Upplands runinskrifter 499
Upplands runinskrifter 499 är en försvunnen vikingatida ristad sten som funnits i Lilla Gottröra, Gottröra socken och Norrtälje kommun. Stenen är rent ornamental med endast ett enkelt kors. Höjden är omkring 1,65 meter och dess bredd nedtill 0,75 meter. Sannolikt är ristningen en kristen minnessten rest till minne av en avliden.